# هوتیای گاریدو
هوتیای گاریدو (نام علمی: Mysateles garridoi) نام یک گونه از تیره هوتیا است.